# Ип Ман
Ип Ман (кит. трад. 葉問, упр. 叶问, пиньинь Yè Wèn, палл. Е Вэнь; 1 октября 1893, Фошань, Гуандун — 2 декабря 1972, Британский Гонконг) — мастер китайских боевых искусств, представитель стиля Вин-Чун.
В 1950-х — 1960-х годах в Гонконге Ип Ман первым начал открытое преподавание кунг-фу Вин-Чун, которое до той поры оставалось клановым. В Европе и Америке известен также как учитель Брюса Ли, познакомившего западный мир с китайскими боевыми искусствами.

## Варианты русского написания имени
Самый употребляемый в русском языке вариант написания имени «Ип Ман» соответствует прочтению иероглифов 葉問 на кантонском диалекте, распространённом как на родине Ип Мана — в китайской провинции Гуандун, — так и в Гонконге. Прочтение тех же иероглифов на путунхуа (стандартном китайском) даст совершенно отличное по звучанию имя «Е Вэнь»; этот вариант встречается редко.
Кроме того, существуют также варианты, появившиеся из-за неверного прочтения: «Ип Мань», «Ип Мэн», и даже «Йип Ман».

## Биография
Даты основных событий в жизни Ип Мана известны из хроники его жизни, написанной его сыном Ип Чунем.

### Детство и период обучения
Родом Ип Ман из аристократической и относительно богатой семьи, но как младший сын он не унаследовал ни общественного положения, ни значительного капитала.
В детстве получил отличное традиционное китайское образование, частью которого было изучение боевых искусств. В шесть лет стал учеником Чхань Васёня (Чэнь Хуашуня), известного мастера кунг-фу Вин-Чун, бывшего уже в преклонном возрасте. Чхань умер, когда Ип Ману было двенадцать лет. Среди последних просьб, с которыми мастер обратился к старшему ученику, Нг Цзунгсоу (У Чунсу), был наказ продолжить обучение Ип Мана. Таким образом Нг Цзунсоу стал вторым учителем Ип Мана.
В 1908 год в возрасте пятнадцати лет Ип Ман был отправлен в Гонконг для получения более современного образования в колледже Святого Стефана. В Гонконге он вскоре познакомился с Лён Биком (Лян Би), сыном и учеником мастера Лён Цзаня (Лян Цзаня), учителя Чхань Васёня. Ип Ман стал учеником Лён Бика и таким образом получил возможность продолжить изучение кунг-фу Вин-Чун всё той же ветви, но немного в другой интерпретации. Впоследствии Ип Ман говорил, что у Чхань Васёня он взял хорошую базу, а изощрённые прикладные техники перенял у Лён Бика.

### Жизнь в Китае
Ип Ман вернулся в Фошань в возрасте двадцати четырёх лет уже сложившимся мастером боевых искусств. В последующие годы он неоднократно вступал в поединки с известными бойцами и устраивал совместные тренировки для обмена опытом в саду своего дома. В результате росли как мастерство Ип Мана, так и его известность.
Основным занятием Ип Мана стала служба офицером полиции.
Ип Ман женился на девушке по имени Цзён Винсин (Чжан Юнчэн), у них родилось два сына и две дочери. В этот период жизни у Ип Мана формально не было учеников, но он давал уроки нескольким своим родственникам и коллегам.
После начала в 1937 году Японо-китайской войны родной город Ип Мана, Фошань, быстро оказался под властью японских оккупационных сил. В сложившейся обстановке Ип Ман решил избегать любого сотрудничества, да и вообще контактов с японской администрацией. В результате он сначала остался без работы, а затем и без средств к существованию. Один из друзей Ип Мана, владелец хлопковой фабрики, периодически помогал ему. Несмотря на это, Ип Ман решил переехать в Гонконг.
После окончания Второй мировой войны в 1945 году Ип Ман вернулся в Фошань из Гонконга и снова поступил на службу в полицию. В начавшейся гражданской войне он принял сторону консервативной партии Гоминьдан, формально правившей Китайской Республикой, но фактически терявшей контроль над территорией Китая.
Когда в 1949 году весь континентальный Китай оказался в руках победившей Коммунистической партии,
Ип Ман снова бежал сначала в Макао, а затем в Гонконг, ведь он был сторонником Гоминьдана, и к тому же служил в полиции; таким образом после прихода коммунистов к власти у него было достаточно причин беспокоиться о собственной безопасности. Жена Ип Мана и его дети остались в Китае.

### Жизнь в Гонконге
Оказавшись в пятьдесят шесть лет без средств и почти без связей в чужой стране, Ип Ман принял решение нарушить клановую традицию передачи мастерства Вин-Чун и стал открыто обучать этому искусству за плату. Его подход, впрочем, был далёк от современного коммерческого подхода к преподаванию боевых искусств. По свидетельству своего сына, ни разу в жизни мастер не давал рекламного объявления; как правило, он даже не вешал вывески, гласившей, что он обучает боевому искусству. Будущие ученики находили его сами. Ип Ман же, не давая публичных обещаний обучить любого желающего, сохранял за собой право выбора: принять человека в ученики или нет. «Правда, что ученику трудно найти хорошего учителя, но ещё труднее учителю найти хорошего ученика», — говорил Ип Ман.
Несмотря на то, что Ип Ман начал открыто преподавать Вин-Чун скорее под давлением обстоятельств, постепенно распространение и пропаганда кунг-фу стали делом его жизни. Ученики Ип Мана быстро обеспечили Вин-Чун славу в Гонконге, а к началу 70-х годов XX века этот стиль уже преподавался в Америке, Европе и Австралии. Ип Ман никогда не претендовал на то, что он является главой какой-либо школы, и его ученики, прошедшие полный курс подготовки, начинали преподавать Вин-Чун от своего собственного имени.
В 1962 году сыновья Ип Мана, — Ип Чин и Ип Чун — перебрались из Китая в Гонконг и тоже стали его учениками.
Лишь в последние несколько лет жизни Ип Ман перестал вести групповые занятия, при этом продолжая давать персональные уроки в своём доме. В 1972 году у него был обнаружен рак гортани, 1 декабря 1972 года Ип Ман скончался. Желая сохранить систему Вин-Чун и передать её будущим поколениям учеников, за несколько недель до смерти Ип Ман записал своё исполнение основных форм на киноплёнку.

### Международное признание
В Гонконге Ип Ман приобрёл известность ещё при жизни, но в континентальном Китае его имя долгое время предавалось забвению. В конце 2002 года в Фошане на территории местного Исторического музея был открыт музей Ип Мана. Таким образом, историческая роль Ип Мана была в конце концов признана на его родине, несмотря на его прошлые политические убеждения.

## Вклад в развитие боевых искусств
Известно, что Ип Ман всю свою жизнь модифицировал и развивал технический арсенал Вин-Чунь, но его личный вклад определить трудно — в первую очередь потому, что многие из его учеников и дальше продолжали видоизменять технику, в результате практически невозможно найти «чистый» Вин-Чунь Ип Мана; тем более невозможно найти для сравнения образец кунг-фу его учителей. В целом Ип Ман всё же преподавал традиционный Вин-Чунь и никогда не претендовал на создание собственного стиля.
Если же Ип Мана называют иногда основателем современного Вин-Чунь, то это в первую очередь связано с его вкладом в теорию и методику преподования, этого вида боевого искусства. На сегодняшний день Вин-Чунь известен как компактный и рациональный стиль: вместо заучивания непонятных движений ученику с самого начала предлагается небольшой набор принципов, исходя из которых он в дальнейшем может оценивать правильность исполнения и пригодность тех или иных технических действий. При этом теория Вин-Чунь формулируется в рациональных терминах, таких как «центральная линия», «уход с линии атаки», и так далее. Но в начале XX века в Вин-Чунь, как и в других стилях китайского кунг-фу, господствовала эзотерическая терминология, присутствовало также и подражание повадкам животных. Ип Ман придал системе Вин-Чунь её современную стройность и практически очистил методику преподавания этого стиля от религиозно-мистических и «звериных» элементов, как будто предвидя, что следующие поколения практикующих Вин-Чунь не будут знакомы ни с традиционными религиями Китая, ни с повадками представителей местной фауны.
Незадолго до смерти Ип Ман решил создать ассоциацию, способную объединить его многочисленных учеников. Сегодня такой шаг может показаться естественным, однако в 1967 году его «Атлетическая ассоциация Вин-Чунь» стала первой официально зарегистрированной в Гонконге организацией, ставящей своими задачами распространение и развитие боевого искусства. Ассоциация давно превратилась в международную, число её членов постоянно растёт.

## Авторство легенды о возникновении Вин-Чун
Существует множество версий популярной легенды о возникновении стиля Вин-Чунь, которые отличаются друг от друга в деталях, но совпадают в следующих ключевых моментах. В качестве источника исходного знания называется монастырь Южный Шаолинь — не тот Шаолинь, что благополучно просуществовал до XX века, а его монастырь-побратим, по легенде находившийся в провинции Фуцзянь и разрушенный маньчжурскими правителями Китая в XVII или в XVIII веке. Система Вин-Чунь приобретает законченный вид под впечатлением от боя двух животных: журавля и змеи. У истоков стиля мы видим двух женщин: монахиню и её ученицу, простую деревенскую девушку, по имени которой стиль впоследствии и был назван.
Сохранился автограф Ип Мана этой легенды. На первый взгляд написанный им текст может показаться сжатым пересказом полных, изобилующих живописными подробностями версий, однако в действительности ситуация скорее противоположна: никаких более ранних текстов этой легенды, кажется, не существует. Трудно определить, в какой мере при написании своего варианта Ип Ман опирался на сведения, полученные им в детстве от первого учителя Чхань Васёня, а в какой пользовался собственной фантазией. Тем не менее именно он придал легенде вид короткого связного рассказа и умело стилизовал его в соответствии с негласным каноном на произведения такого рода. В результате его версия происхождения стиля сначала была безоговорочно принята сообществом Вин-Чунь, а затем стала даже обрастать дополнительными подробностями.
Несмотря на постоянно предпринимаемые современными исследователями попытки разобраться в исторических корнях кунг-фу Вин-Чунь,
рассказанная Ип Маном легенда до сих пор остаётся не подтверждённой, но и не опровергнутой — как впрочем и всё, что имеет отношение к мифическому монастырю Южный Шаолинь. В Интернете можно встретить приукрашенные варианты этой легенды, выдаваемые за подлинную историю Вин-Чунь, при этом первоисточник — текст Ип Мана — как правило, не упоминается.
Элементы рассказанной Ип Маном легенды легли в основу сценария вышедшего в 1994 году фильма «Вин-Чунь».

## Образ Ип Мана в кино
До 2008 года в кино Ип Ман возникал лишь как персонаж второго плана в фильмах о Брюсе Ли, в одном из них роль мастера исполнял его сын Ип Чунь.
В конце 2008 года вышел снятый в жанре драмы фильм «Ип Ман» (или «Е Вэнь»), рассказывающий о жизни мастера в годы оккупации Китая японскими войсками. Роль Ип Мана исполнил актёр Донни Йен.
В сюжете фильма нашли отражение некоторые реальные события из жизни Ип Мана, а демонстрируемая техника боя соответствует гонконгской ветви кунг-фу Вин-Чун. Тем не менее, фильм нельзя считать биографическим. Значительная часть событий не происходила в реальности. Главный герой, как и его исторический прообраз, пытается избегать контактов с японскими оккупационными силами, однако это ему не удаётся, и в итоге он становится местным символом народного сопротивления. Спасаясь от преследования со стороны японской администрации его родного города, герой фильма бежит в Гонконг вместе с женой и сыном.
Такая трактовка отъезда Ип Мана из континентального Китая не соответствует его реальной биографии ни по датам, ни по сути. Сегодня, когда исторические заслуги Ип Мана признаны на его родине, вполне понятно желание создателей фильма не акцентировать внимание на том, что мастер фактически находился в оппозиции к главенствующему в Китае по сей день режиму.
В 2010 году вышло продолжение кинофильма об Ип Мане — «Ип Ман 2», рассказывающее о жизни мастера в Гонконге. Вторая часть гораздо сильнее отличается от реальной биографии учителя, нежели первая. Теперь уже Ип Ман олицетворяет защитника чести китайских единоборств перед английским боксом, что окончательно переводит жанровость фильма в псевдобиографическую. В конце показали мальчика, который был Брюсом Ли, он начал заниматься у мастера с 16-летнего возраста. В этом же году вышел ещё один фильм под названием «Ип Ман — рождение легенды». В этом фильме рассказывается о детстве Мастера и его учёбе кунг-фу.
В 2013 году вышел фильм Вонга Карвая «Великий мастер», в котором роль Ип Мана сыграл Тони Люн. Также в 2013 году вышел фильм «Ип Ман: Последняя схватка».
Существует 50-серийный сериал, посвящённый Ип Ману. В главной роли снялся Кевин Чэн.
В 2015 году вышел фильм «Ип Ман 3» с участием Майка Тайсона. А в 2019 году вышел фильм «Ип Ман 4» с участием Скотта Эдкинса.